# Mioglobina
La mioglobina és una proteïna codificada en l'humà pel gen MB. Presenta una estructura globular d'una sola cadena peptídica de 153 aminoàcids i amb un hemo (porfirina que conté ferro) que actua de grup prostètic situat el centre, al voltant del qual es doblega l'apoproteïna. Té vuit hèlixs alfa (de la A a la H) i un nucli hidròfob. Té un pes molecular de 16,700 daltons i és el principal pigment transportador d'oxigen al teixit muscular

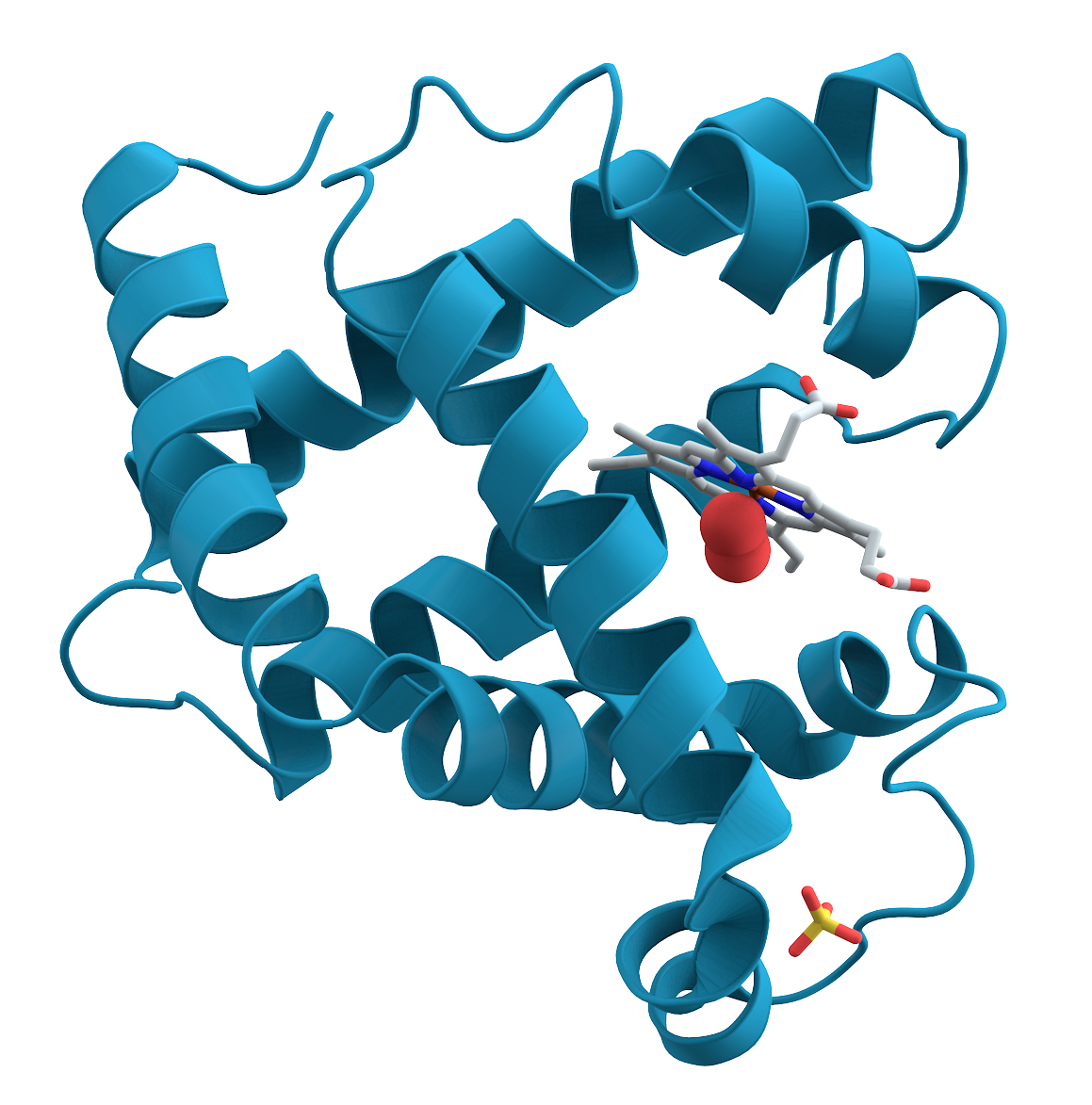
Estructura tridimensional de la mioglobina

L'any 1958, l'equip de John Kendrew, en varen determinar l'estructura amb una cristal·lografia de la mioglobina de catxalot per mitjà de rajos X d'alta resolució. El motiu principal és que aquesta proteïna es troba al catxalot en grans quantitats (en concentracions 10 vegades més elevades que al múscul dels mamífers terrestres), ja que aquest cetaci la utilitza durant les freqüents immersions submarines com a reserva d'oxigen. Per aquest descobriment, John Kendrew va compartir l'any 1962 el Premi Nobel de Química amb Max Perutz. Tot i que és una de les proteïnes més estudiades en biologia, encara no se n'ha establert la vertadera funció fisiològica. En enginyeria genètica, els ratolins modificats amb una manca de mioglobina són viables, però presenten una reducció del 30% a la sortida sistòlica cardíaca. S'adaptaren a aquesta deficiència per mitjà de mecanismes genètics hipòxics i incrementant la vasodilatació.

## Estructura
La mioglobina conté un anell de porfirina amb un centre de ferro. El grup hemo està disposat en una butxaca hidròfoba i fixat mitjançant enllaços no covalents. Es tracta d'un sistema aromàtic d'anells amb un ió de ferro (Fe2+) central que és on s'uneix l'oxigen. Quatre de les sis posicions de coordinació possibles (possibilitats d'unió) de l'ió ferro disposades de forma ortoèdrica estan saturades per l'hemo. A la mioglobina, la cinquena posició està ocupada per un residu d'histidina de l'hèlix F; és l'anomenada histidina proximal. La sisena posició pot ser ocupada de forma reversible per l'oxigen com a lligand addicional. Un altre residu d'histidina, histidina distal de l'hèlix E, estabilitza aquest complex per mitjà de ponts d'hidrogen amb l'oxigen. Només la Fe2+-mioglobina (ferromioglobina) està en disposició d'unir O₂. Si el ferro es troba en la seva forma fèrrica més oxidada (Fe3+), la sexta posició la pren una molècula d'aigua. Una de les funcions del recobriment proteic consisteix a protegir el grup hemo de l'oxidació. També el grup hemo lliure uneix oxigen, tot i que no ho fa reversiblement.

### Estructura del grup hemo
L'anell de l'hemo consta d'una molècula orgànica, la protoporfirina IX, on hi ha quatre anells de pirrole units per ponts de metilè. Quatre grups metil, així com dos vinil i un àcid propinoic, ocupen com a substituents el sistema de l'anell de tetrapirrole. L'extens sistema de dobles enllaços conjugats és la causa de la coloració intensa de les proteïnes que contenen hemo i en conseqüència, de la sang. Com “component inorgànic” es troba unió de ferro al centre del sistema d'anells complexat per quatre àtoms de nitrogen dels anells pirròlics. A la mioglobina i a l'hemoglobina, es tracta d'un anell de ferro divalent. El coenzim hemo és extremadament versàtil i serveix en altres proteïnes com a transportador d'electrons, com a grup catalític o com a sensor per a les unions de les molècules diatòmiques NO, CO i O₂.

## Afinitat del CO i O₂ pel grup hemo
El monòxid de carboni posseeix aproximadament 25 vegades més afinitat per l'hemo que l'oxigen i s'uneix pràcticament de manera irreversible. Amb el grup hemo lliure com a transportador d'oxigen patiríem ràpidament una intoxicació per CO. L'entorn proteic de l'hemo disminueix l'afinitat pel CO en un factor de 100. Per la seva forma d'omplir l'espai, la histidina distal força que el lligand adopti una posició doblegada, posició que adopta l'O₂ de manera natural, mentre que el CO prefereix unir-se exactament en vertical respecte al pla de l'hemo. L'afinitat encara major (250 vegades) és superada per l'oxigen gràcies al seu excés molar en comparació amb el CO. El mateix organisme humà produeix monòxid de carboni només en quantitats mínimes.

## Unió de l'oxigen a la mioglobina
A diferència de l'hemoglobina portada a la sang, amb la qual està estructuralment relacionada, aquesta proteïna no mostra una unió cooperativa amb l'oxigen, ja que la cooperativitat positiva és una propietat característica de les proteïnes multimèriques/ oligomèriques.
Normalment, la unió d'O₂ a la molècula de mioglobina es representa en forma de corba de dissociació, on l'ordenada representa el grau de saturació (Ys adimensional) i l'abscissa la pressió parcial d'oxigen pO₂. Ys=0 significa que no s'uneix oxigen, mentre que Ys=1 indica una saturació completa. Si s'analitza de manera experimental el comportament de la unió de l'oxigen a la mioglobina i es representa el grau de saturació respecte a la pressió parcial de l'oxigen s'obté una corba hiperbòlica. Aquesta pot interpretar-se de la següent manera:
- A pO₂ baixa la mioglobina s'uneix a l'oxigen de manera quasi proporcional. Aquesta fase correspon a la part quasi lineal de la corba.
- Si la pO₂ és més alta a les molècules d'oxigen els resulta més difícil trobar una parella d'unió lliure per la qual cosa la unió s'aproxima a l'estat de saturació completa, representat per la part asimptòtica de la corba.

Segons la corba de dissociació, podem deduir que la mioglobina està pràcticament saturada a un valor de pO₂=40 mbar (típica dels capil·lars). La mioglobina, que es troba en grans quantitats al citoplasma de les cèl·lules musculars compleix així la important funció d'extreure del corrent sanguini l'oxigen circulant i emmagatzemar-lo a prop del lloc d'utilització, els mitocondris d'aquestes cèl·lules. Per tant, la mioglobina serveix per emmagatzemar i distribuir oxigen segons cada necessitat. Molts models funcionals de la mioglobina han estat estudiats. Un dels més importants és el de James Collman, que es va emprar per mostrar la importància del grup prostètic distal.

## Coloració de la carn
La mioglobina forma els pigments responsables del color vermell de la carn. El color que pren la carn és en part determinat per la càrrega de l'àtom de ferro a la mioglobina i l'oxigen unit a ella. Quan la carn està crua, l'àtom de ferro està a l'estat d'oxidació +2, i està lligat a una molècula d'oxigen (O₂). La carn ben cuinada és marró perquè l'àtom de ferro es troba a l'estat d'oxidació +3, havent perdut un electró, i està coordinat amb una molècula d'aigua. Sota algunes condicions, la carn també pot romandre rosa durant la cocció, tot i haver estat encalentida a elevades temperatures. Si la carn ha estat exposada a nitrits, romandrà rosa perquè l'àtom de ferro està unit a NO (monòxid de nitrogen). Les carns a la planxa poden adquirir un “anell de fum” rosa que prové de la unió del ferro a molècules de monòxid de carboni per donar metamioglobina. La carn crua empaquetada en una atmosfera de monòxid de carboni també mostra aquest mateix “anell de fum” rosa, degut a la mateixa química de coordinació. En particular, la superfície de la carn crua també mostra el color rosa, el qual està normalment associat a les ments dels consumidors amb la carn fresca. Aquest color rosa artificialment induït pot persistir a la carn durant un període llarg, fins a un any. La carn tractada d'aquesta manera es troba al mercat des de l'any 2003.

## Paper a les malalties
La mioglobina és alliberada pel teixit muscular lesionat (rabdomiolisi), on es troba en grans concentracions. Aquesta mioglobina alliberada és filtrada pels ronyons, però és tòxica per a l'epiteli tubular renal i pot causar una fallida renal aguda.
La mioglobina és un marcador sensible per a les lesions al múscul, fent-lo un marcador potencial per a atacs al cor a pacients amb dolor de pit.